# Marianne Ehrmann
Pour les articles homonymes, voir Ehrmann.
Marianne Ehrmann, née à Rapperswil le 25 novembre 1755 et morte à Stuttgart le 14 août 1795, est l'une des premières femmes écrivaine, éditrice et journaliste de langue allemande. Elle est aussi connue sous les noms de Marianne Brentano-Corti, Marianne Ehrmann-Brentano et Madame Sternheim. 

## Biographie

### Premières années

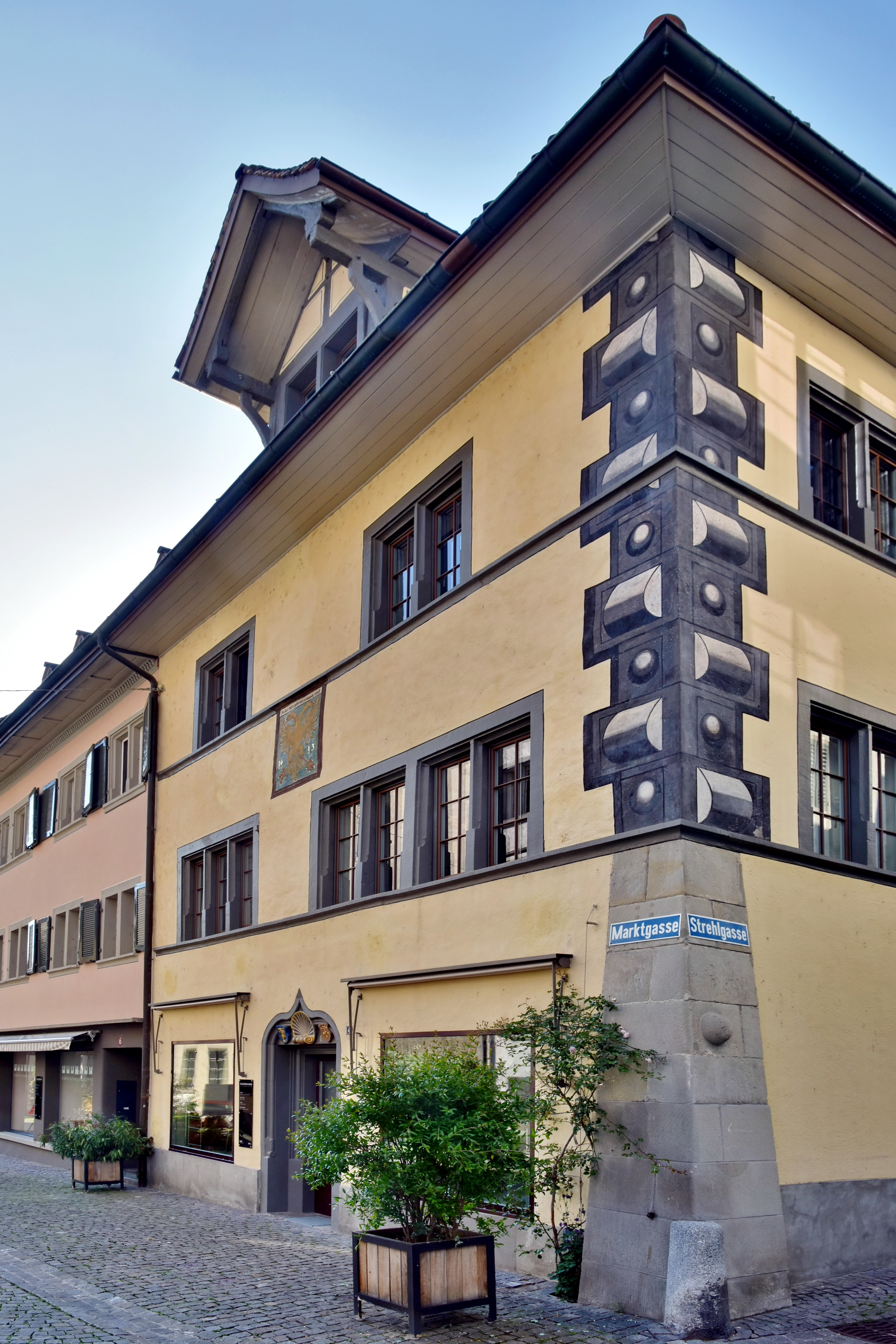
Haus zum Goldenen Adler où Marianne Ehrmann-Brentano est née, Marktgasse à Rapperswil

Née à Rapperswil dans le canton de Saint-Gall en Suisse, Marianne Ehrmann a pour parents Sebastiana Antonia Corti (Curti) et Franz Xaver Brentano, marchand de son état. Elle a neuf frères et sœurs et sa mère est morte le 22 avril 1770. Vers 1772-1773, Franz Xaver Brentano déménage avec ses enfants à Wurzach, dans le sud de l'Allemagne. Marianne perd son père en 1775, puis sa dernière sœur survivante. Elle part habiter chez son oncle Dominique Brentano,, qui est prêtre, théologien et aumônier à l'Abbaye impériale de Kempten. Il soutient financièrement Marianne Ehrmann dans les années suivantes, alors qu'elle travaille comme gouvernante dans des maisons aristocratiques.

### Les années d'apprentissage
Marianne Ehrmann se marie aux environs de 1777 avec un officier dont le nom a été perdu. Elle divorce en 1779, après qu'il a perdu au jeu l'argent du ménage. Elle fait également une fausse couche à la suite des violences de son mari. Endetté, ce dernier vole de l'argent et s'enfuit pour échapper aux poursuites. Marianne se retrouve ruinée, et physiquement et psychologiquement affaiblie après deux ans de mariage. Elle craque psychologiquement et doit rester sous surveillance pendant quelques mois. Elle récupère avec l'aide de son oncle, qui l'aide notamment à obtenir le divorce et, trois ans plus tard, elle se rend à Vienne, où elle rencontre des difficultés pour  travailler comme gouvernante. Elle rejoint ensuite une troupe d'acteurs pendant quelques années sous le nom de « Madame Sternheim ».

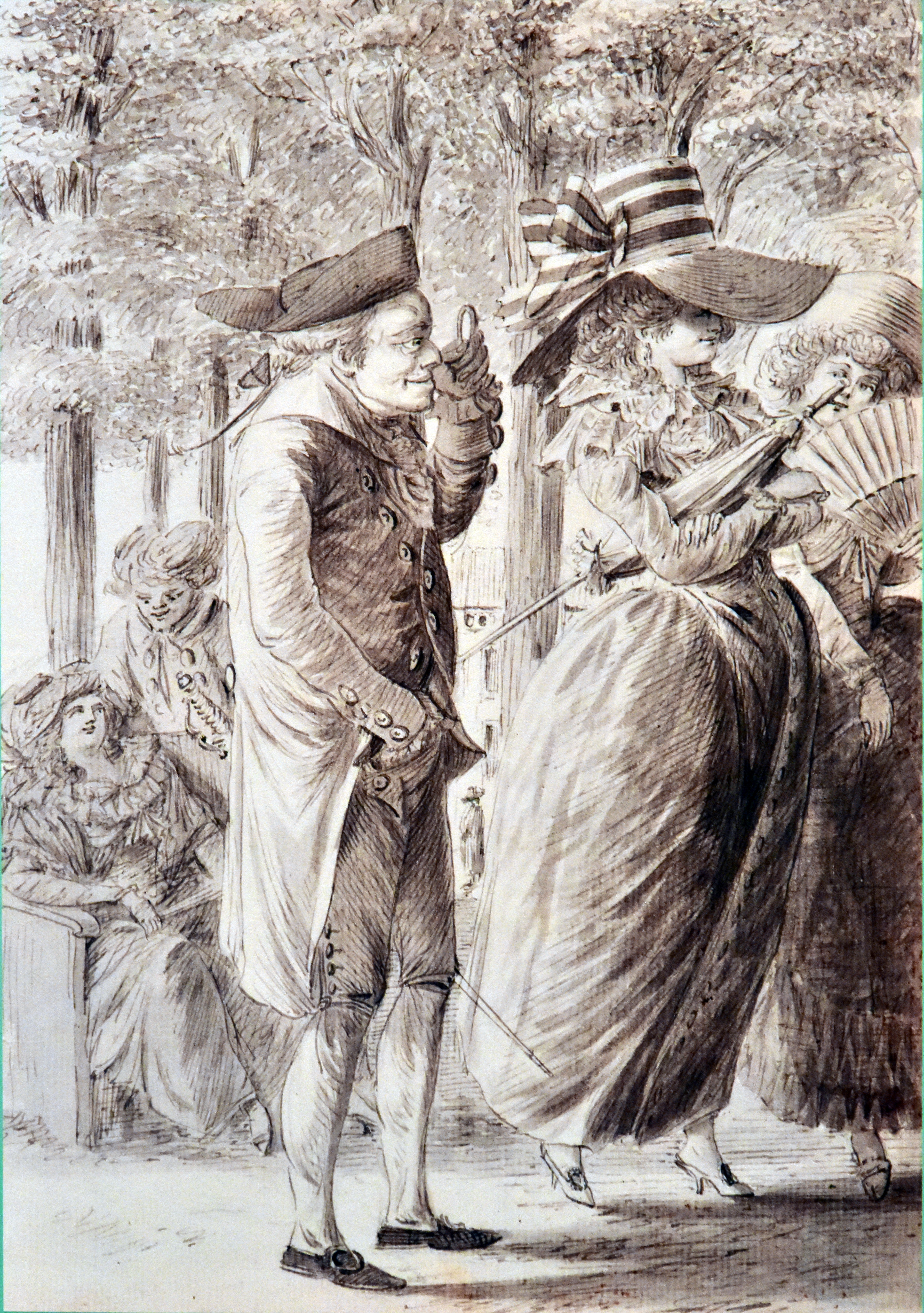
Le groupe de théâtre Koberwein à Berne, dans un dessin de Johann Jakob Lutz.

Marianne Brentano part en tournée en Europe avec le groupe de Simen Friedrich Koberwein. Elle joue à Strasbourg, en Autriche, en France, en Allemagne, aux Pays-Bas et même en Hongrie et en Transylvanie.
Elle publie anonymement ses premiers livres Müssige Stunden eines Frauenzimmers (Heures d'inactivité d'une chambre de femme) et Von einer Beobachterin (D'une observatrice) en 1784 et, plus tard, Philosophie, ouvrage qui provoque des réactions assez marquées. Alors qu'elle se trouve à Strasbourg avec la troupe de théâtre, elle rencontre Theophile Friedrich Ehrmann, qui est alors un juriste post-doctorant. Ils se marient en secret en 1785, en raison de la résistance de leurs parents. Son mari vit alors chez ses parents et ils se rencontrent donc uniquement le soir, jusqu'à ce qu'un rapprochement avec les parents de Théophile ait lieu. Le duc Charles de Wurtemberg et sa compagne Franziska offrent un poste de professeur à Theophile Friedrich Ehrmann dans l'école de Charles, mais le contrat est rompu lorsque le duc déménage à Stuttgart. Marianne Ehrmann devient co-éditrice de la revue Der Beobachter (L'Observateur) publiée par son mari.

### Écrivaine, publiciste et journaliste

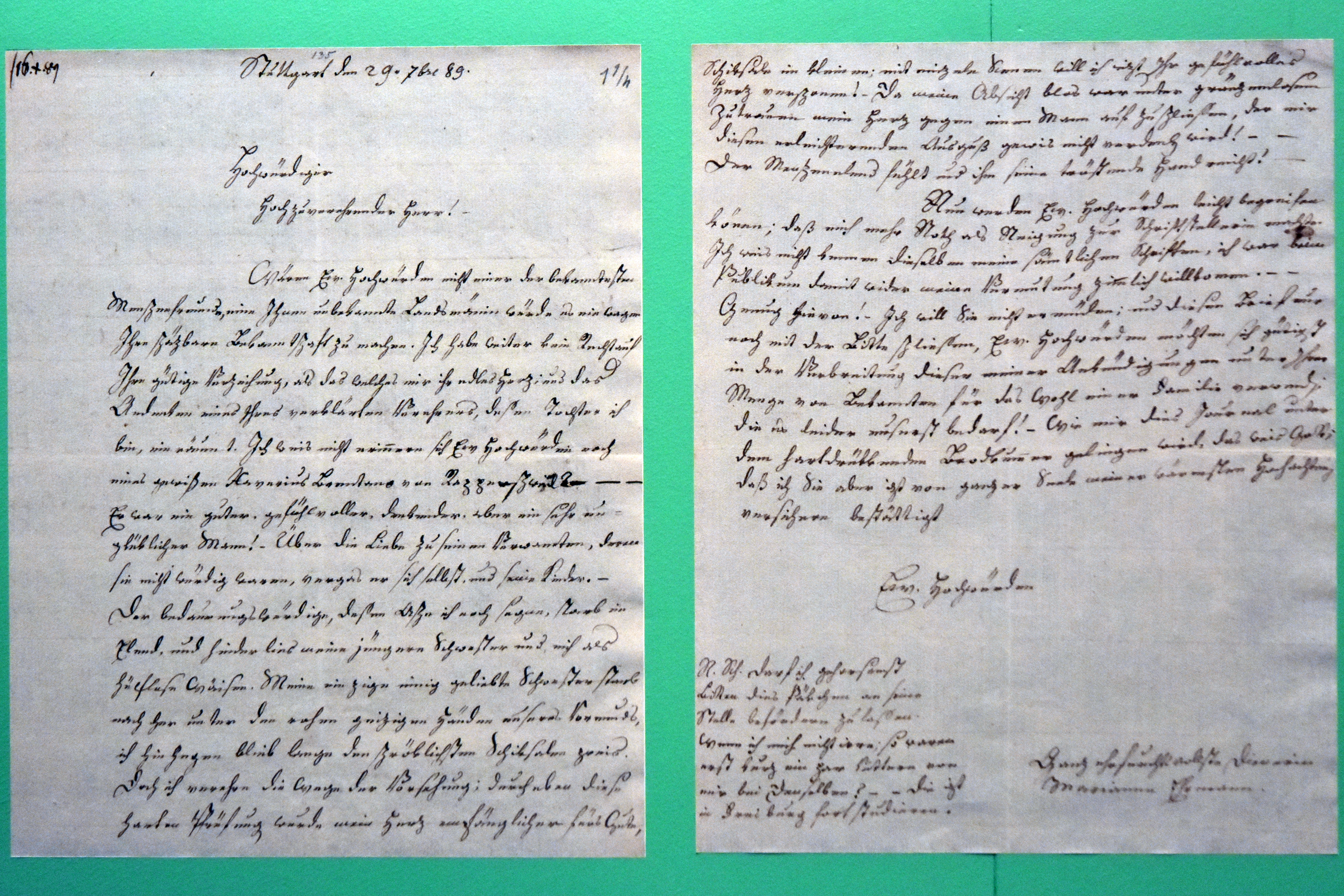
Lettre adressée par Marianne Ehrmann le 29 septembre 1789 à J. C. Lavater à Zürich pour lui demander de soutenir ses publications.

Marianne Ehrmanm devient une des premières femmes romancières et publicistes de langue allemande,. Aux environs de 1780, elle publie sous le pseudonyme de Maria Anna Antonia Sternheim la pièce de théâtre Leichtsinn und gutes Herz oder die Folgen der Erziehung (littéralement « Esprit léger et bon cœur ou les conséquences de l'éducation »). Au début de 1787, elle écrit pour le journal Frauen-Zeitung (Le Journal des femmes) également publié par son mari, et publie le roman épistolaire Amalie und Minna. Son premier succès vient en 1784, avec le roman Philosophie eines Weibs (littéralement  « Philosophie d'une épouse »), suivi en 1788 par le roman autobiographique Amalie: Eine wahre Geschichte in Briefen (littéralement Amalie : une histoire vraie en lettres). De 1790 à 1792 elle publie en indépendante le magazine pour femmes Amaliens Erholungsstunden (Les heures de vacances d'Amalie). Comme la structure peut difficilement gérer le succès du magazine, l'éditeur Johann Friedrich Cotta reprend le titre. En 1793, un conflit les oppose, et Johann Friedrich Cotta fonde le journal Flora avec l'aidee des souscripteurs et des souscriptrices, tandis que Marianne Ehrmann continue avec le magazine Einsiedlerinn aus den Alpen (« La Femme ermite des Alpes »), dont elle écrit la plupart des contributions elle-même. Die Einsiedlerinn aus den Alpen, publié par Orell Füssli à Zurich, est le premier magazine édité en Suisse par une femme. La mort prématurée de Marianne Ehrmann a pour conséquence l'arrêt des publications.

### Le magazineAmaliens Erholungsstunden

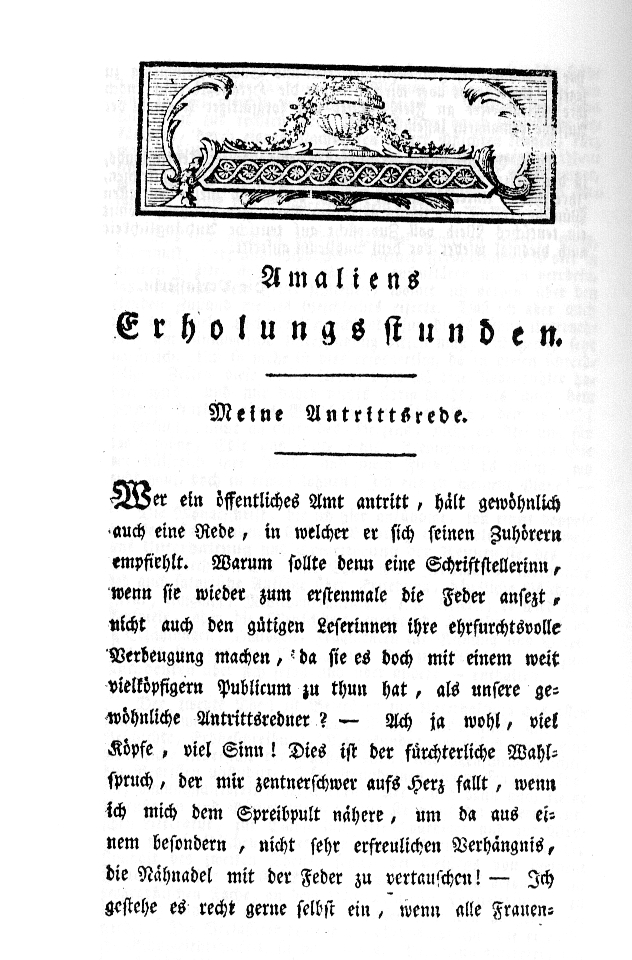
AmaliensErholungsstunden

Amaliens Erholungsstunden, premier magazine féminin a une parution mensuelle. Marianne Ehrmann en est l'éditrice, sous son propre nom. Elle envoie des notifications par courrier à ses relations pour distribuer le journal, et les six premières éditions parviennent à augmenter le nombre d'abonnements.  Elle réussit à payer les dettes contractées, mais l'opération s'avère un échec financier et, en janvier 1791, Marianne et son mari débutent une coopération avec la maison d'édition J. G. Cottaische Verlagsbuchhandlung de Tübingen. Marianne Ehrmann peut dès lors se concentrer sur le travail journalistique. Le magazine remporte un franc succès : 1 000 exemplaires sont publiés et circulent, un chiffre relativement élevé pour un magazine se concentrant sur des sujets intéressant les femmes. Le lectorat est constitué par la classe moyenne supérieure, exprimant l'opinion de cette classe et favorisant son expression. Au cours de la deuxième année, probablement en raison de la censure et de la ligne éditoriale, les contributions de  Marianne et Theophile Ehrmann sont progressivement remplacées par des contributions d'autres contributeurs. Dans sa troisième année de publication, le magazine devient plus commercial, et l'éditeur l'adapte aux valeurs sociales de l'époque. Les Ehrmann quittent alors le magazine et Cotta continue l'édition sous un nouveau nom Flora.

### Le magazineEinsiedlerinn aus den Alpen

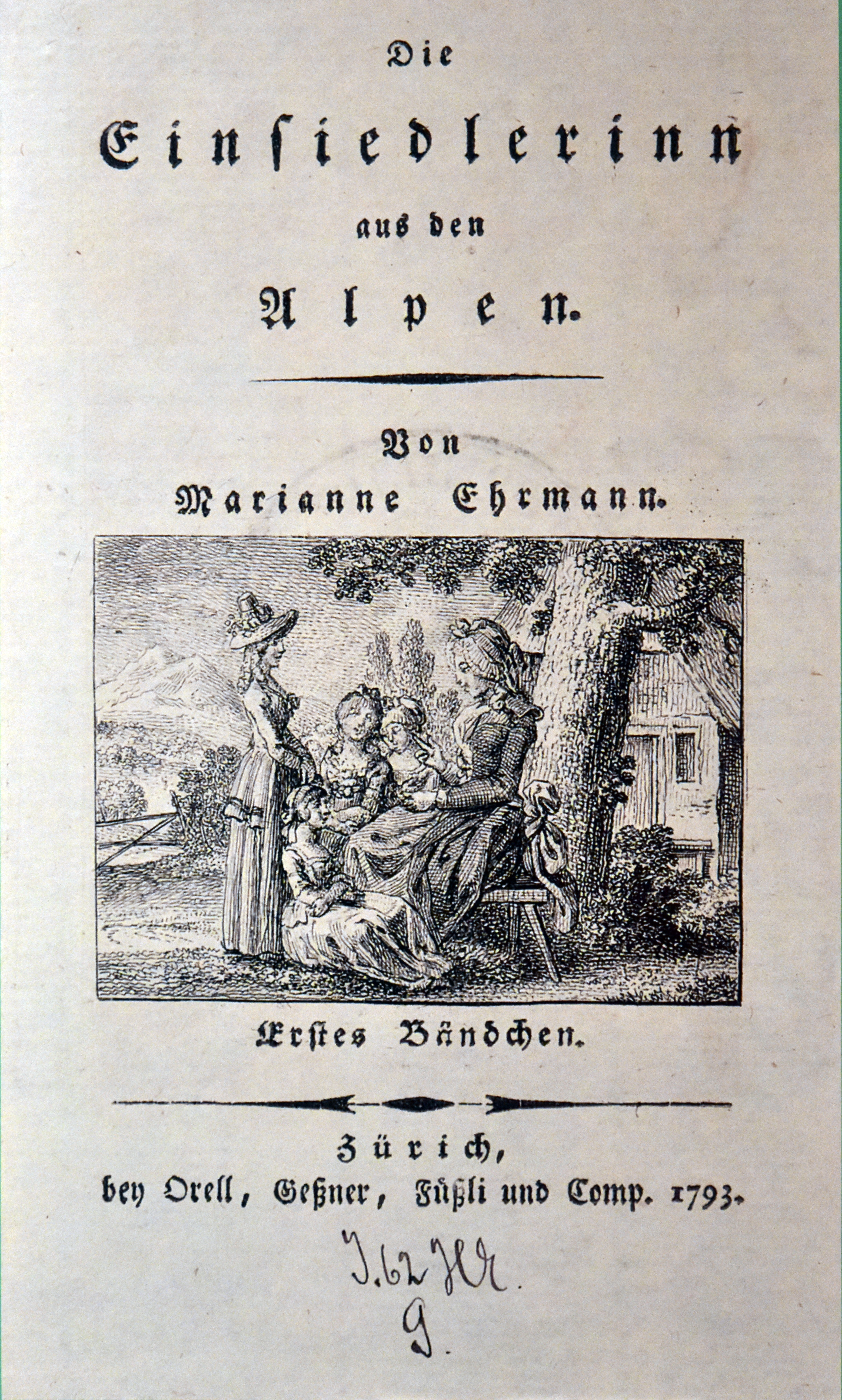
Couverture de Einsiedlerin aus den Alpen, premier volume, publié à Zurich en 1793.

Au printemps 1792, la maison d'édition Orell, Gessner, Fiissli & Cie de Zurich permet à Marianne Ehrmann de continuer son travail en tant que journaliste. À partir de décembre 1792, le premier numéro de Einsiedlerinn aus den Alpen est publié. Marianne Ehrmann obtient un nouveau lectorat, et les Ehrmann informent leurs précédents abonnés de la publication du nouveau titre. Le début de la coopération avec la maison d'édition améliore la situation financière de Marianne Ehrmann. Quand des conflits éclatent entre son mari et l'éditeur, ce dernier accepte de continuer la collaboration par respect envers elle. Einsiedlerinn aus den Alpen correspond en grande partie à la première édition de son premier magazine, avec la publication d'histoires vraies et de romans en feuilleton. Theophile Ehrmann contribue peu mais corrige les articles avant publication. Marianne Ehrmann recrute elle-même les personnes qui travaillent pour elle, notamment David Friedrich Gräter, qui devient un ami proche, Friederike Brun et Gottlieb Konrad Pfeffel. L'édition de la revue est ainsi exclusivement entre les mains de Marianne Ehrmann, mais sa maladie retarde la publication de la revue, de sorte que la publication des deux premiers volumes, composée de 70 % de contributions extérieures, est retardée. Au début de juin 1795, le dernier numéro est publié, car Marianne Ehrmann, marquée par des années de maladie, arrête ses contributions. Elle meurt à 39 ans d'une pneumonie, le 14 août 1795, à Stuttgart. 

## Postérité
Ses écrits Amaliens Feierstunden (littéralement : Amalie la célébration des heures) sont publiés de façon posthume en 1796. Le rêve visionnaire de Marianne Ehrmann d'indépendance pour le genre féminin et son espoir d'établir une revue progressive écrite par des femmes n'a pas pu être réalisé de son vivant, ni dans les cent années suivantes, mais elle est considérée par ses contemporains comme une philosophe du siècle des Lumières.

## Publications (extrait)
- 1780 : Leichtsinn und gutes Herz oder die Folgen der Erziehung. Ein Original-Schauspiel dans fünf Aufzügen[5] (pièce de théâtre, p Madame Sternheim)
- 1784 : Philosophie eines Weibs: Von einer Beobachterin. Im Jahr 1784[4] (roman)
- 1787 : Amalie et Minna (roman)
- 1788 : Amalie: Eine wahre Geschichte in Briefen (roman)
- 1790-1792 : Amaliens Erholungsstunden (mensuel féminin)
- 1793-1794 : Die Einsiedlerinn aus den Alpen (magazine féminin)
- 1796 : Amaliens Feierstunden (œuvre posthume)
- Ein Weib ein Wort. Kleine Fragmente für Denkerinnen. Publié par Maya Widmer et Doris Stump. Kore, Fribourg (j'. Str.) 1994,  (ISBN 3-926023-51-1).
- Amalie. Eine wahre Geschichte in Briefen. Publié par Maya Widmer et Doris Stump, dans: Schweizer Texte, Volume 6. Chronos Verlag, Zurich 1995,  (ISBN 3-0340-0820-1).
- Die Einsiedlerinn aus den Alpen. Publié par Annette Zunzer, dans: Schweizer Texte, Volume 15. Chronos Verlag, Zürich 2001,  (ISBN 3-0340-0827-9).
- Nina's Briefe an Ihren Geliebten. Zenodot, 2007,  (ISBN 978-3-86640-129-7).